# Industrie du tabac

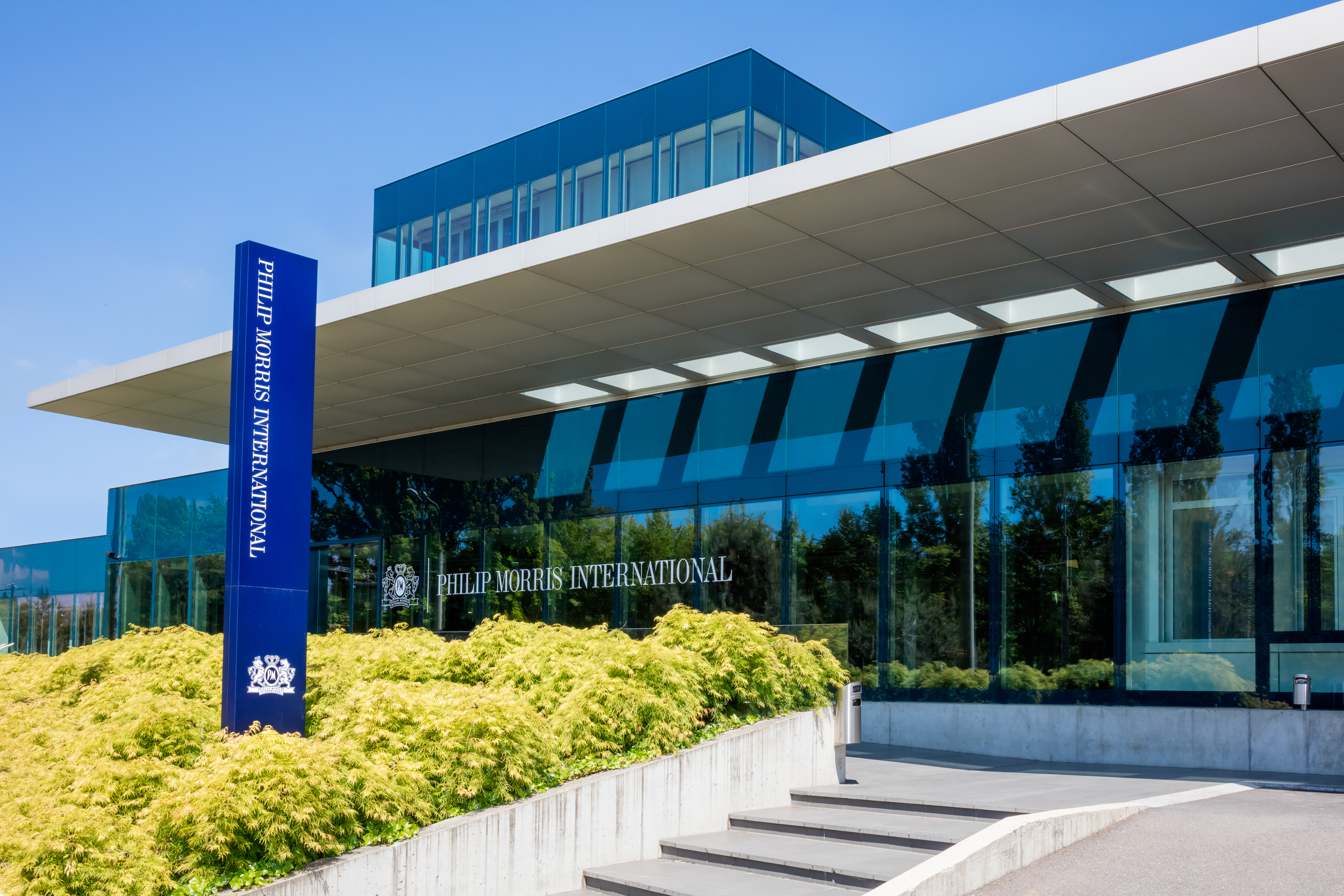
Siège opérationnel de Philip Morris International à Lausanne

L'industrie du tabac est constituée des entreprises qui, dans le monde, sont engagées dans la production, la commercialisation et la distribution des produits à base de tabac.
Liée au secteur agricole, cette industrie naît au XVIIIe siècle, et se caractérise actuellement par une hyperconcentration de ses acteurs que sont les multinationales du tabac.
Face aux preuves scientifiques de la nocivité du tabac, cette industrie a mis en œuvre une activité accrue de lobbying pour assurer la pérennité de son activité économique.

## Histoire

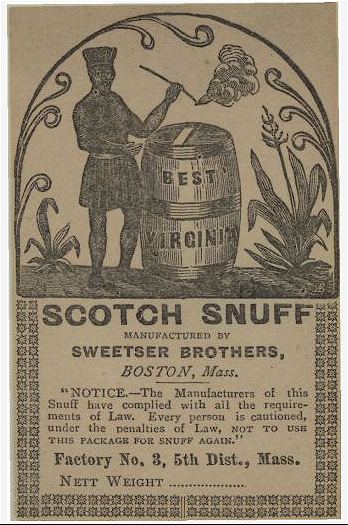
Étiquette pour le Scotch Snuff des Sweetser Brothers (Boston, 1840).

### XVesiècleet après
Le tabac est une plante originaire des Amériques et historiquement une culture très importante pour les agriculteurs américains. De 1617 à 1793, le tabac a été l'exportation la plus précieuse de base en provenance des colonies anglaises.

### XXesiècle

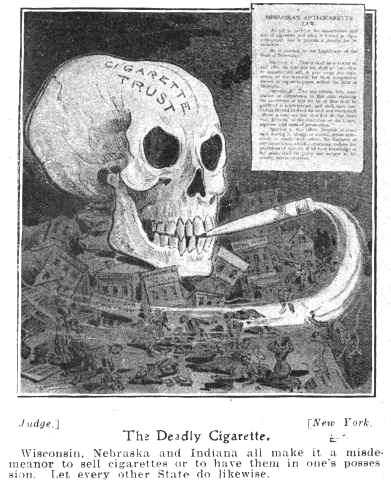
Publicité contre le tabagisme aux États-Unis en 1905.

Jusqu'aux années 1960, les États-Unis ont été le plus grand pays producteur et exportateur de tabac du monde. En 1964, les preuves épidémiologiques concluantes des effets mortels du tabagisme ont progressivement modifié l'image du tabac dans l'opinion publique.

### XXIesiècle
Les années 2000 sont marquées par une politique anti-tabac et par une campagne de sensibilisation contre les dangers sanitaires du tabac, notamment son implication dans la survenue de cancers. De ce fait, l'industrie du tabac essaie de détourner l'attention des effets mortels de ses produits grâce à la publicité et au marketing. Selon des prévisions, le nombre de fumeurs d'ici à 2025 devrait augmenter de 500 millions, malgré les campagnes de prévention dans le monde. Il y a ainsi déjà 5 500 milliards de cigarettes fumées chaque année dans le monde.
« Chaque année, le tabac tue au moins huit millions de personnes et des millions d'autres sont atteintes d'un cancer du poumon, de tuberculose, d'asthme ou d’une affection respiratoire chronique à cause du tabac », a déclaré en 2019 le directeur général de l'Organisation mondiale de la santé, le Dr Tedros Adhanom Ghebreyesus.
Néanmoins, les producteurs de tabac ont continué à recevoir des aides publiques, notamment à travers la Politique agricole commune (PAC) dans l'Union européenne jusqu'au début du XXIe siècle. À la suite de la réforme de la PAC de 2006, les aides à la production de tabac en Europe ne sont plus liées à la quantité produite, mais elles ont cédé la place en France à des aides à la qualité du tabac. En septembre 2013, neuf ministres de l'agriculture de l'Union européenne, dont le ministre français Stéphane Le Foll, ont plaidé pour la réintroduction des subventions directes à la culture du tabac, sans succès.

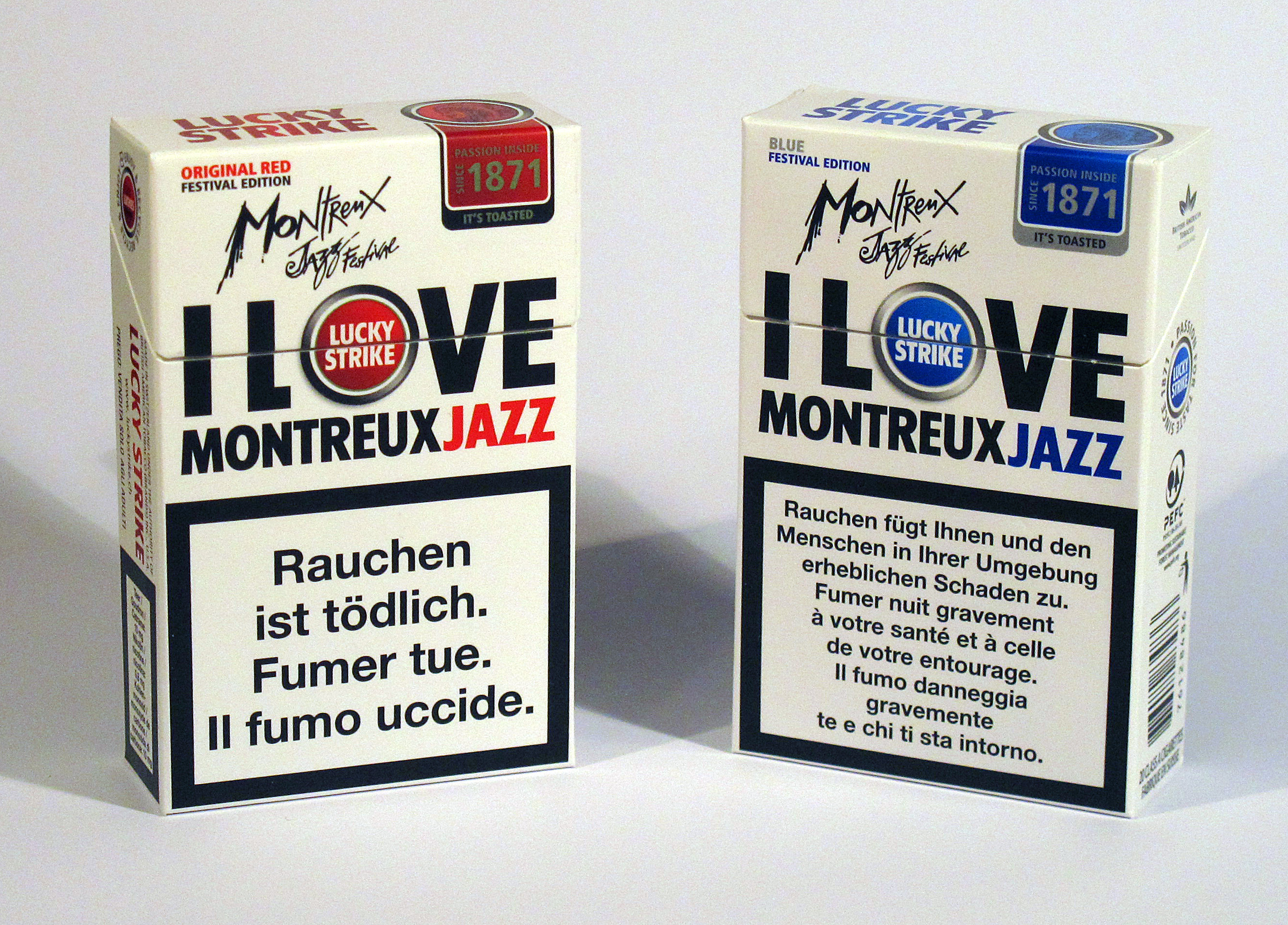
Parrainage du Montreux Jazz Festival par British American Tobacco en 2012.

Parallèlement, les produits du tabac sont désormais fortement taxés, le tabagisme passif est limité dans les espaces publics et la publicité pour ces produits est restreinte à des degrés divers dans un grand nombre de pays. Certains États ont même introduit une législation rendant obligatoire l'emballage neutre.

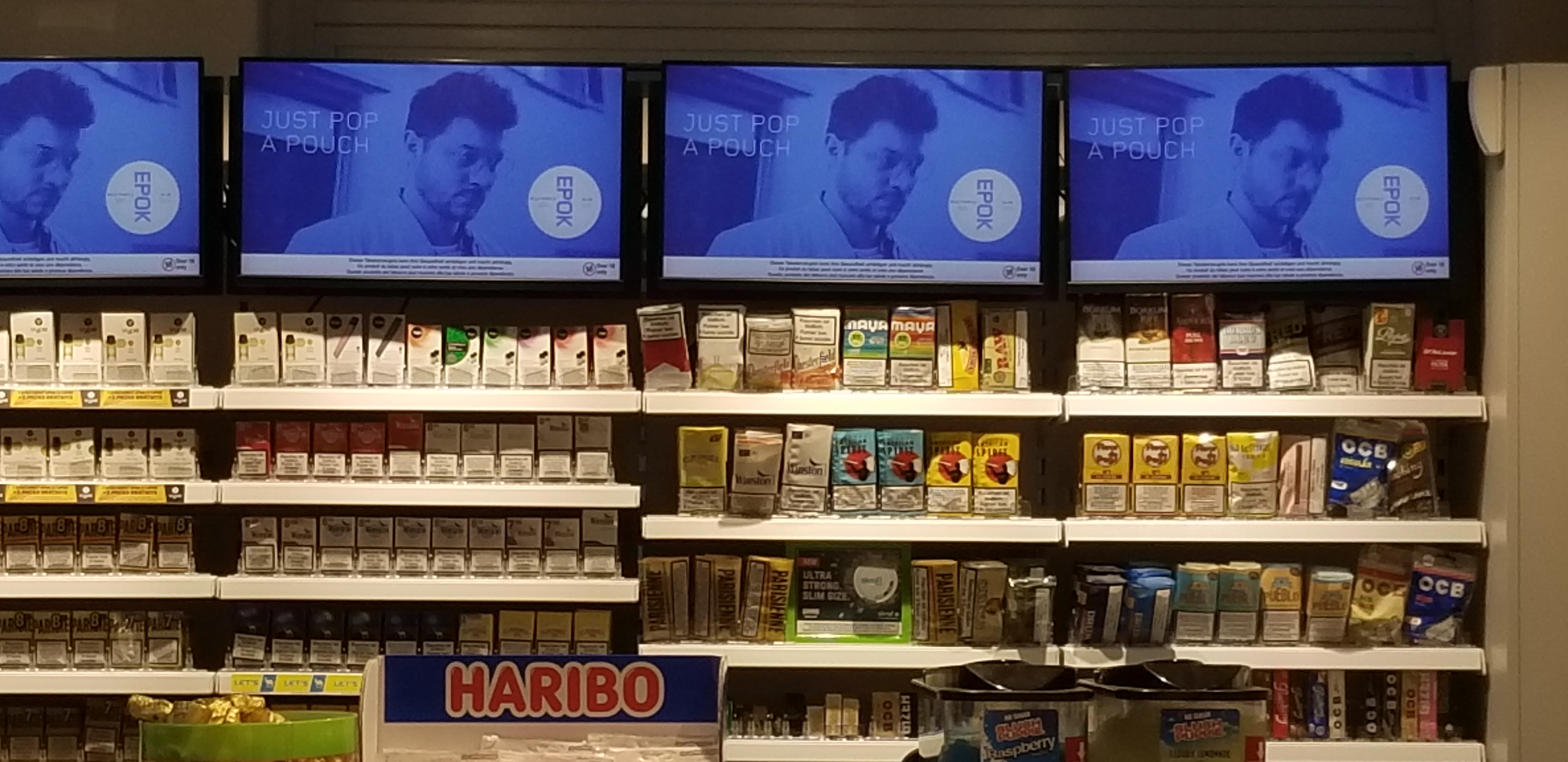
Commerce de tabac à Neuchâtel (Suisse) en 2020: la publicité est autorisée à l'intérieur du magasin

En conséquence, pour contourner ces réglementations, l'industrie lance de nouveaux produits du tabac (tabac chauffé) dans les pays industrialisés, et cible les pays en voie de développement. L'industrie du tabac souhaite étendre son marché à certains pays d'Afrique, en ciblant un public jeune, notamment en proposant des paquets pour enfants ou la vente de cigarettes à l'unité.

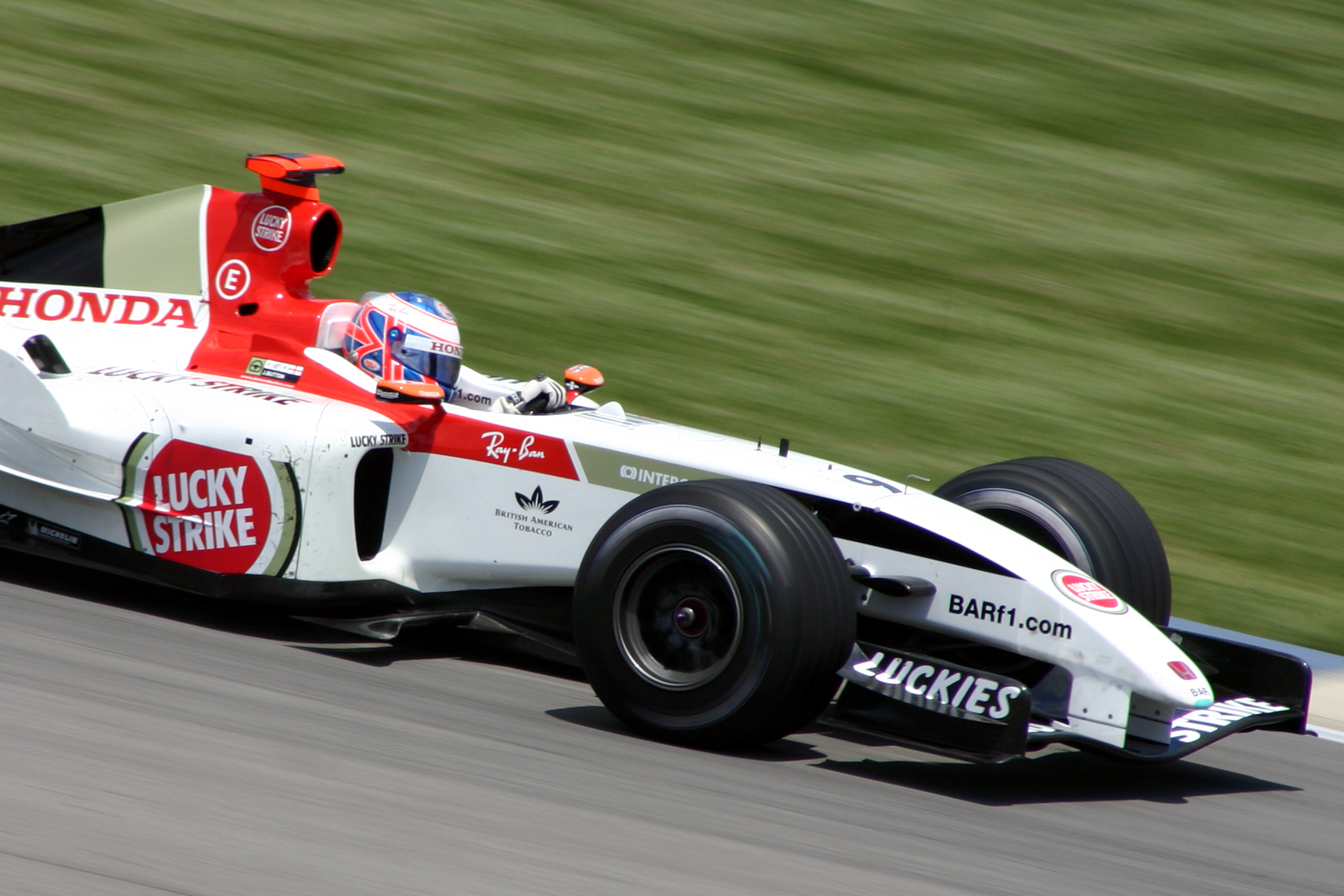
Jenson Button pilotant pour l'écurie British American Racing au Grand Prix automobile d'Indianapolis en 2004.

La désapprobation sociale grandissante à l'encontre de cette industrie entraîne une forme de culpabilité et de mal-être du personnel chargé des opérations de marketing.

## Tabac chauffé
Le tabac chauffé (en anglais : Heated tobacco product ou Heat Not Burn) est un dispositif pour consommer le tabac mis au point depuis 2014. L'objectif affiché par l'industrie du tabac est de proposer des produits présentant un « risque réduit » pour le consommateur, un argument marketing réfuté par les récentes études scientifiques.

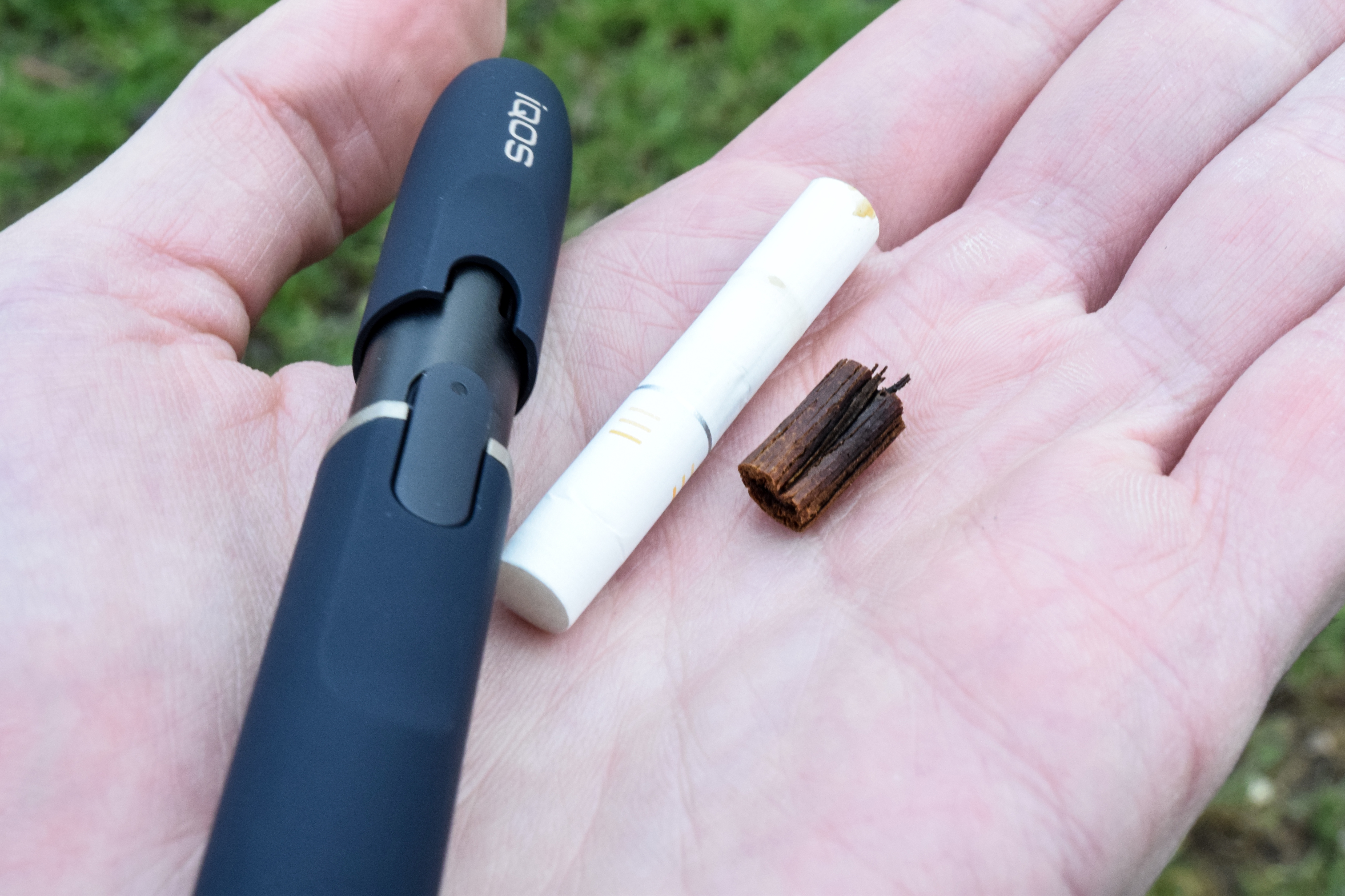
Philip Morris Iqos Hybrid et son bâtonnet.

Ces produits de tabac chauffé utilisent des bâtonnets de tabac « sticks » qui sont insérés dans un dispositif doté d’un élément chauffant alimenté par une batterie. Cet élément chauffant permet de chauffer ces mini-cigarettes de tabac afin d’en libérer un aérosol contenant notamment de la nicotine.

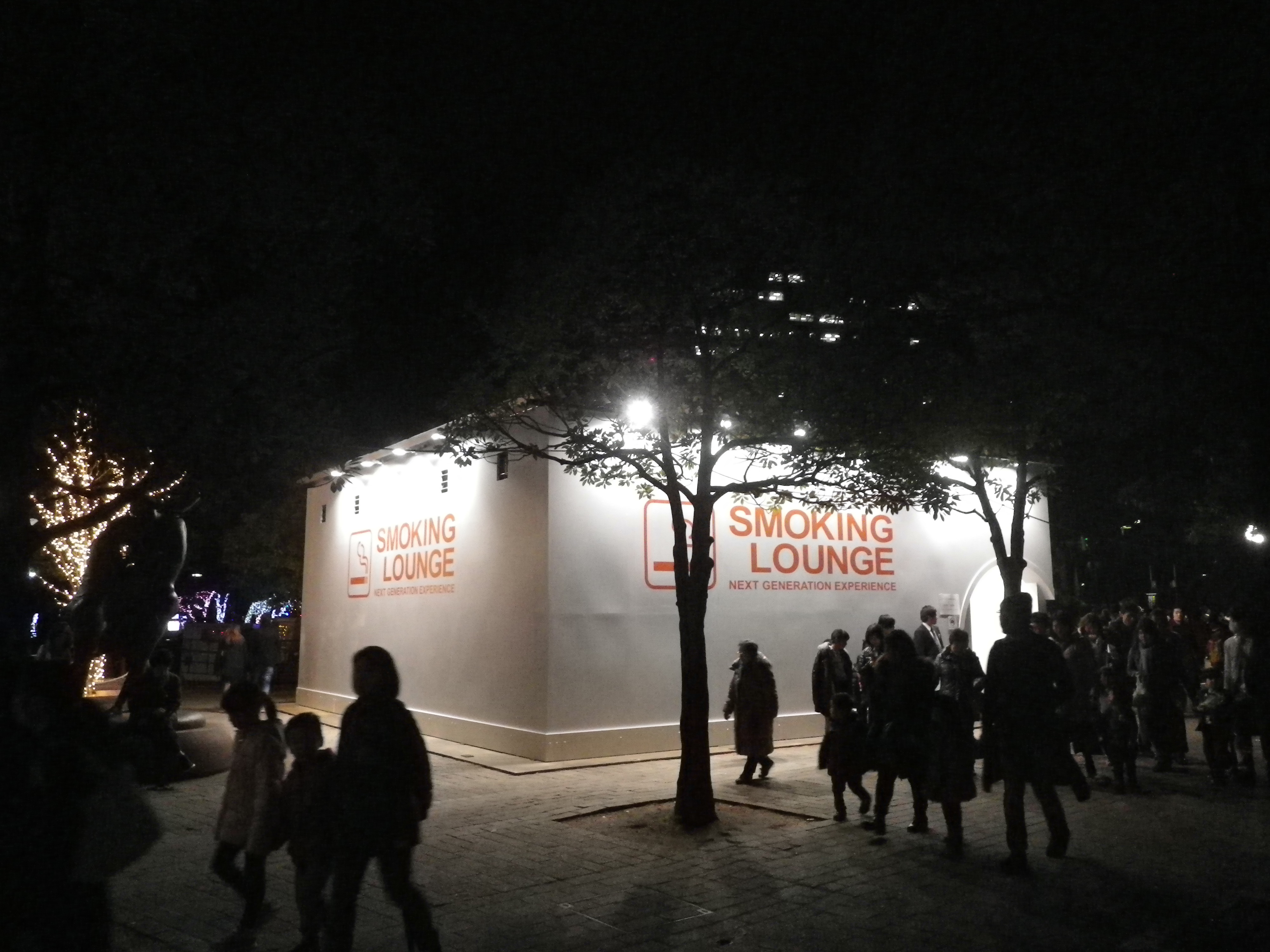
Évènement promotionnel du produit de tabac chauffé Glo (British American Tobacco) au Japon en 2016.

Les produits à base de tabac chauffé sont composés de tabac reconstitué (feuilles moulées) à partir de poudre de tabac et d'additifs (glycérol, gomme de guar, fibres de cellulose, propylène glycol, éthanol, arômes). Ce nouveau positionnement est stratégique car vise à concurrencer la cigarette électronique tout en compensant la baisse de la consommation de tabac classique dans les pays développés, et très lucratif car ces produits sont peu taxés et peu réglementés.

## Principales entreprises
L'industrie du tabac se réfère généralement aux sociétés impliquées dans la fabrication de cigarettes, cigares, tabac à priser, à mâcher et tabac à pipe. La plus grande compagnie de tabac dans le monde en volume est la China National Tobacco Corporation. Après le vaste mouvement de fusions et acquisitions opéré au cours des années 1990 et 2000, les marchés internationaux sont dominés par 4 entreprises :
- Philip Morris International
- British American Tobacco
- Japan Tobacco International
- Imperial Brands

Ces quatre entreprises sont régulièrement montrées du doigt pour être particulièrement adeptes de l'optimisation fiscale.

## Lobby du tabac
Pour être efficace, l'activité de lobbying doit activer simultanément deux leviers : lobbying direct auprès des politiques, et lobbying indirect (financement de la recherche et pression juridique sur les États).

### Lobbying direct auprès des politiques
En 2012 et 2013, Philip Morris a mis en place des listings et un profiling sur les députés européens en fonction de leur proximité supposée avec l'industrie du tabac et de la nécessité de les rencontrer. Ces documents montrent aussi que les lobbyistes au service de l'industrie du tabac disposent d'un budget de 548 927 euros pour l'organisation d'événements où des politiques sont invités. Aux États-Unis, un procès opposant l'administration aux cigarettiers a mis sur la place publique les documents de 30 ans de stratégie commerciale et de lobbying.

### Lobbying indirect
Le lobbying indirect revêt trois formes principales : le financement de la recherche pour créer des études contradictoires destinées à semer le doute, le spectre pour les États d'être entraînés dans des longues et coûteuses procédures judiciaires (voir ci-dessous : Actions en justice intentées par l'industrie du tabac), ainsi que l'influence de médias dans lesquels disséminer ses éléments de langage.

#### Financement de la recherche
L'industrie du tabac a financé un certain nombre de chercheurs publics. Le Council for Tobacco Research (CTR) était une officine de l'industrie du tabac chargée d'allouer des fonds pour la recherche scientifique. Le CTR a notamment financé les recherches de Jean-Pierre Changeux entre 1995 et 1998 à hauteur de 177 000 euros de 2012. Au total, le CTR a financé plus de 1 000 chercheurs ayant publié environ 6 000 articles scientifiques, pour un montant total de 282 millions d'euros. Une partie de ces études a servi à entretenir le doute sur les effets du tabac sur la santé. Un tribunal californien a jugé en 1998 que le CTR a été utilisé par l'industrie du tabac pour tromper le public. Le CTR a été dissous à cette époque.
Jean-Pol Tassin, neurobiologiste, a reçu de Philip Morris entre 1989 et 2000 environ 546 000 euros pour ses recherches. Jean-Pol Tassin affirme en 2010 que les cigarettiers n'ont pas volontairement produit l'addiction à la cigarette, il conteste également que l'ammoniac ajouté aux cigarettes le soit pour augmenter la dépendance. Or, dès le milieu des années 1960, Philip Morris augmentait le pH de la fumée à l'aide d'ammoniac, afin d'accroître la proportion de nicotine libre, plus facilement absorbée par l'organisme. Les recherches de Robert Molimard ont également été financées par Philip Morris à hauteur de 700 000 euros entre 1986 et 1998. Philip Morris justifie ce financement, en interne, par le fait que M. Molimard est alors « considéré en France comme un des experts les plus importants sur le tabagisme ». M. Molimard estime qu'il n'y a pas de dépendance à la nicotine et que l'interdiction de fumer est une « intrusion fascisante ».
En 2017, Philip Morris International crée la Fondation pour un monde sans fumée et la finance intégralement (à hauteur de 80 millions de dollars par an sur douze ans) à des fins de lobbying en faveur des nouveaux produits de industrie du tabac.

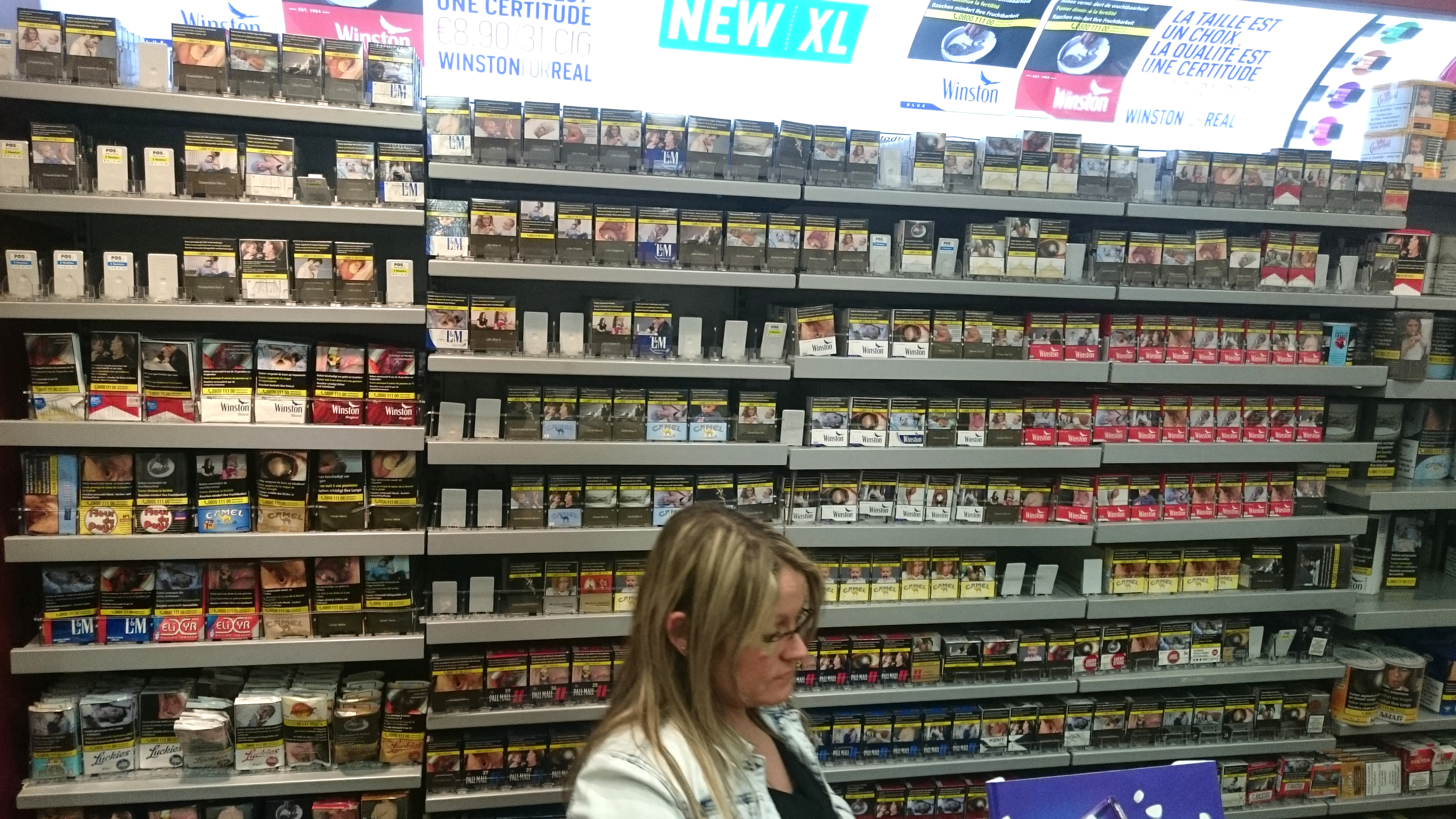
Librairie à Liège en Belgique début 2020 lors de la transition vers le paquet de cigarettes neutre.

#### Influence de médias
L'industrie du tabac réussit à passer ses arguments dans les médias de manière discrète. De manière générale, d'après une étude menée sur plus de 5 400 articles de presse publiés en France entre 2000 et 2020, il y a environ deux fois plus d'arguments contre l'augmentation des taxes sur le tabac que pour,. Les buralistes ont en effet largement la parole dans ces articles, qui relaient des argumentaires de l'industrie du tabac,.
Les chiffres de l'industrie du tabac sont fréquemment repris dans les médias afin de parler de la contrebande de tabac, alors que ceux-ci sont fortement sur-estimés : le commerce parallèle (incluant les achats transfrontaliers légaux) représente en effet 14 % à 17 % de la consommation de tabac en France d'après un rapport parlementaire, alors que l'industrie avance un chiffre de 35 %. L'industrie est parfois la source principale, voire unique, des médias lorsqu'il s'agit de traiter des procès en contrefaçon de cigarettes. Les médias s'appuient également sur les communiqués de presse de l'industrie dont les éléments de langage finissent intégrés aux articles.

## Actions en justice

### Actions en justice intentées par l'industrie du tabac
Au-delà des activités de lobbying, les multinationales du tabac exercent des pressions directes sur les États pour freiner l'adoption de mesures contre le tabagisme. Ces pressions passent notamment par des poursuites devant des tribunaux arbitraux contre les pays qui adoptent de telles mesures, par exemple l'Uruguay (affaire Philip Morris v. Uruguay) et l'Australie (plainte au nom d'un traité de commerce et d'investissement entre l'Australie et Hong Kong, et plainte auprès de l'Organisation mondiale du commerce, toutes deux à propos du paquet de cigarettes neutre).
Dans le cas des exemples cités (Uruguay et Australie), les multinationales ont perdu leurs procès, mais la simple menace d'entreprendre une action en justice leur permet souvent de freiner l'adoption des politiques de lutte contre le tabagisme, notamment par des pays pauvres qui n'ont pas les moyens juridiques et financiers de se défendre ni d'assumer les conséquences éventuelles d'une condamnation. Par exemple, en 2017 le Togo n'a toujours pas mis en place le paquet neutre à la suite d'une menace de poursuite devant un tribunal arbitral formulée en 2010 par Philip Morris, en vertu d'un accord de libre-échange avec la Suisse.
Ces menaces sont éventuellement appuyées par des travaux réalisés par des analystes concluant à des dommages et intérêts potentiels très élevés si des mesures de lutte contre le tabagisme étaient prises. Ainsi des dommages très élevés ont été évoqués dans le cadre de la proposition de mettre en place le paquet de cigarettes neutre au Royaume-Uni, en Irlande et en France. En pratique, l'industrie n'a obtenu aucune compensation de la part de ces trois pays.
L'industrie du tabac s'attache à faire durer autant que possible les procès qu'elle engage, afin de prolonger l'effet de dissuasion sur les autres pays tentés d'adopter des lois similaires. Ainsi, dans le cas de l'Australie et de sa décision de mettre en place le paquet de cigarettes neutre, des plaintes séparées ont été déposées par cinq pays (Cuba, le Honduras, l'Indonésie, la République dominicaine et l'Ukraine) à des dates différentes auprès de l'Organisation mondiale du commerce. British American Tobacco a reconnu apporter un soutien financier à l'Ukraine dans le cadre de cette plainte. L'industrie du tabac a également apporté son soutien légal et financier au Honduras pour la même affaire.

### Action en justice intentée par le gouvernement des États-Unis
En 1999, le gouvernement fédéral des États-Unis attaque plusieurs entreprises du tabac pour violation du Racketeer Influenced and Corrupt Organizations Act. Il leur reproche d'avoir conspiré pour tromper les consommateurs américains à propos des risques liés au tabagisme et au tabagisme passif, et leur demande 280 milliards de dollars en réparation du dommage subi par la société. À l'issue du procès, qui se tient d'octobre 2004 à juin 2005, les entreprises sont reconnues coupables et condamnées par la juge Gladys Kessler, mais elles échappent à l'amende, et font appel. Le jugement est confirmé en juin 2010. Le combat judiciaire se poursuit à propos des mesures que l'industrie du tabac doit mettre en œuvre pour que l'infraction cesse.

## Promotion du tabac par des moyens détournés
L'industrie du tabac met en œuvre divers stratagèmes pour contourner les interdictions de publicités et assurer sa promotion par des moyens indirects. Initiatrice d'un traité international pour la lutte anti-tabac adopté en 2003, l'Organisation mondiale de la santé a mis en évidence l'exploitation des vides juridiques par les cigarettiers : parrainage des produits du tabac, publicité sur Internet, placement de produit à la télévision et dans les films, publicité aux points de vente.
Afin de déjouer ces stratégies, l'OMS préconise une interdiction globale de la publicité, de la promotion et du parrainage des produits du tabac.

### Tabac et cinéma
Dès les années 1920, aux États-Unis, l'industrie du tabac a l'idée de payer des acteurs pour promouvoir leur marque. Cette pratique n'a jamais cessé.
Une enquête de 2001 portant sur les 250 meilleurs films de 1988 à 1997 montre que la cigarette est présente dans 85 % d'entre-eux. Les marques sont même identifiables dans 28 % des films.
Cette présence s'est même fortement accrue au cours des années 2010 : une étude étatsunienne a montré une augmentation des apparitions de tabac sur le grand écran de 72 % entre 2010 et 2016.
L'OMS estime qu'entre 25 % et 52 % des adolescents américains ont commencé à fumer par mimétisme avec un acteur.
La situation est analogue en France où une étude de la ligue nationale contre le cancer de 2021, portant sur 150 films, met en évidence la présence d'un événement, un objet ou un discours tabagique dans 90,7 % des films et une scène de tabagisme dans 81,3 % d'entre-eux. Selon le sondage qui accompagne cette étude, « 58 % des jeunes de 18 à 24 ans considèrent qu’il s’agit d’incitations au tabagisme et 54 % que les industriels du tabac jouent un rôle dans le placement de produits ».

### Tabac et réseaux sociaux
L'industrie du tabac exploite également les possibilités qui lui sont données par les réseaux sociaux, en rémunérant des influenceurs pour valoriser le tabagisme.

## Impact environnemental
L'industrie du tabac affecte l'environnement à plusieurs niveaux,, :
- La culture du tabac nécessite des pesticides, qui polluent les sols ;
- La culture et le séchage du tabac sont responsables d'une déforestation importante car la culture nécessite des terres arables tandis que le séchage utilise le bois comme un combustible ;
- La transformation du tabac entraîne l'émission de 16 millions de tonnes de CO2 par an aux États-Unis, et était responsable de la production de 2,26 millions de tonnes de déchets solides et 209 000 tonnes de déchets chimiques en 1995 dans le monde ;
- Les mégots de cigarettes constituent une source de pollution importante, car ils contiennent de nombreuses substances dangereuses. Les mégots sont la principale pollution des océans[46].